# Jatropha spicata
Jatropha spicata är en törelväxtart som beskrevs av Ferdinand Albin Pax. Jatropha spicata ingår i släktet Jatropha och familjen törelväxter. Inga underarter finns listade i Catalogue of Life.

## Bildgalleri

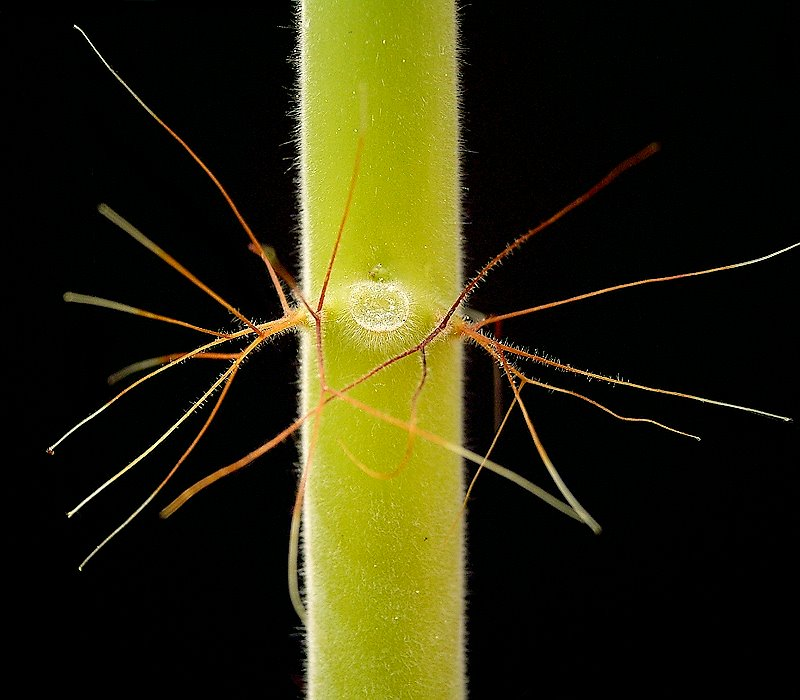